# Divisions
Divisions è il terzo album in studio del gruppo musicale statunitense Starset, pubblicato il 13 settembre 2019 dalla Fearless Records.

## Tracce
1. A Brief History of the Future – 1:37 (Dustin Bates, Paul Trust)
2. Manifest – 4:27 (Dustin Bates, Daniel Ticotin, Michael Russo)
3. Echo – 3:36 (Dustin Bates, Daniel Ticotin, Michael Russo)
4. Where the Skies End – 6:33 (Dustin Bates, Paul Trust)
5. Perfect Machine – 5:23 (Dustin Bates, Paul Trust)
6. Telekinetic – 5:12 (Dustin Bates, Joe Rickard)
7. Stratosphere – 4:17 (Dustin Bates, Joe Rickard)
8. Faultline – 3:36 (Dustin Bates, Stephen Aiello)
9. Solstice – 5:41 (Dustin Bates, Paul Trust)
10. Trials – 4:18 (Dustin Bates, Johnny Lee Andrews)
11. Waking Up – 3:49 (Dustin Bates, Stephen Aiello)
12. Other Worlds Than These – 4:18 (Dustin Bates, Joe Rickard, Lucio Rubino)
13. Diving Bell – 5:38 (Dustin Bates, Joe Rickard)

## Formazione
Gruppo
- Dustin Bates – voce, cori
- Ron DeChant – cori
- Brock Richards – cori

Altri musicisti
- Joe Rickard – programmazione, batteria (traccia 12)
- Alex Niceford – programmazione
- Igor Khoroshev – programmazione aggiuntiva
- Niels Nielsen – programmazione aggiuntiva
- Paul Trust – programmazione aggiuntiva, musica negli interludi
- Randy Torres – sound design negli interludi
- David Davidson – arrangiamento strumenti ad arco e violino (eccetto 7 e 12)
- JR Bareis – chitarra (eccetto traccia 12)
- Lucio Rubino – basso, chitarra (traccia 12)
- Luke Holland – batteria (eccetto traccia 12)
- Conni Ellisor – violino (eccetto 7 e 12)
- Karen Winkelmann – violino (eccetto 7 e 12)
- Janet Darnall – violino (eccetto 7 e 12)
- Conni Ellisor – violino (eccetto 7 e 12)
- Betsy Lamb – viola (eccetto 7 e 12)
- Simona Russo – viola (eccetto 7 e 12)
- Carole Rabinowitz – violoncello (eccetto 7 e 12)
- Sari Reist – violoncello (eccetto 7 e 12)

Produzione
- Dustin Bates – produzione
- Joe Rickard – coproduzione (traccia 2), ingegneria del suono, montaggio digitale, ingegneria della chitarra
- Nick Chiari – coproduzione (traccia 11)
- Dan Lancaster – missaggio
- Rhys May – assistenza al missaggio
- Paul DeCarli – montaggio digitale
- Taylor Pollert – registrazione strumenti ad arco
- Dave Schiffman – ingegneria della batteria
- Mike Poltnikoff – ingegneria della chitarra, ingegneria della batteria (traccia 12)
- Michael Closson III – assistenza tecnica
- Niel Nielsen – mastering

## Classifiche
| Classifica (2019)          | Posizione massima |
| -------------------------- | ----------------- |
| Regno Unito (download)     | 29                |
| Regno Unito (rock & metal) | 8                 |
| Scozia                     | 37                |
| Stati Uniti                | 37                |
| Stati Uniti (alternative)  | 6                 |
| Stati Uniti (hard rock)    | 4                 |
| Stati Uniti (rock)         | 7                 |